# Ньето Хиль, Хуан Хосе
Хуан Хосе Ньето Хиль (исп. Juan José Nieto Gil; 24 июня 1805 — 16 июля 1866) — южноамериканский писатель и политик. Первый президент Колумбии африканского происхождения.

## Биография
Родился в 1805 году в поселении Сибарко муниципалитета Бараноа, вице-королевство Новая Гранада; его отец Томас Николас Ньето был строителем, а мать Бенедикта Хиль занималась изготовлением свечей. В 1811 году семья перебралась в Картахену, власти которой к тому времени уже провозгласили независимость от Испании.
В молодости Хуан Ньето стал работать писарем у происходящего с Канарских островов торговца Хосе Паласио-и-Понсе-де-Леона. Впечатлённый интеллектом молодого человека, торговец разрешил ему читать книги из своей библиотеки, а в 1827 году Хуан Ньето женился на его дочери — Марии Маргарите дель Кармен Паласио-Гарсия-дель-Фьерро. Женитьба на женщине из респектабельной семьи (внучатый племянник Марии Паласио — Рафаэль Нуньес — был впоследствии избран президентом страны) дала мулату возможность подняться по социальной лестнице, и уже в тридцатилетнем возрасте он занимал общественные посты, имеющие серьёзное значение. После того, как супруга скончалась при родах, он в 1834 году женился во второй раз — на Хосефе Тересе Пласиде де лос Долорес Каверо-и-Легина, также происходившей из респектабельной семьи.
В 1834 году Ньето опубликовал свою первую книгу — «Права и обязанности человека в обществе». Работа была написала под влиянием французских энциклопедистов и барона Монтескьё, и была выдержана в духе политической линии генерала Франсиско Сантандера, являвшегося в то время президентом страны. В 1839 году он написал работу «География, история, статистика и жители провинции Картахена».
В 1840 году принял участие в гражданской войне на стороне генерала Кармона. Был арестован генералом Москера и выслан на Ямайку
В 1844 году Ньето издаёт на Ямайке первый в истории Колумбии роман — «Ингермина, или дочь Каламара», который посвящает своей жене Тересе Каверо. В 1845 году он публикует свой второй роман — «Мориски», посвящённый изгнанию мавров из Испании. Вскоре после этого он получает прощение и возвращается в Картахену. Там он начал издавать еженедельник «Демократия», и опубликовал свой третий и последний роман — «Росина, или заключённый в Чангресе».
В 1851 году Ньето выиграл выборы и стал губернатором провинции Картахена, 17 апреля 1854 года поддержал военный переворот, осуществлённый генералом Мело.
15 июня 1857 года Конгресс принял закон, в соответствии с которым провинция Картахена была преобразована в Суверенный штат Боливар; в 1859 году Ньето выиграл выборы и стал вторым губернатором штата. 8 мая 1860 года губернатор Суверенного штата Каука Томас Сиприано де Москера объявил о выходе штата из-под юрисдикции центрального правительства; тем самым в Гранадской конфедерации началась гражданская война. 3 июля Ньето также объявил о выходе штата Боливар из-под юрисдикции центрального правительства. 10 сентября Ньето и Москера подписали «Договор о союзе и конфедерации штатов Боливар и Каука», и создали временное правительство, в котором Ньето стал президентом. Впоследствии Ньето уступил власть над страной Москере.